# Dystocie cervicale
La dystocie cervicale désigne la difficulté survenant lors d'un accouchement due à la non-progression du travail.
Malgré des contractions pendant des périodes prolongées, le col de l'utérus ne présente pas de dilatation adéquate pour permettre la progression du fœtus. 
La dystocie cervicale est généralement traitée avec un gel à base de prostaglandine appliquée localement, ou de l'ocytocine synthétique par voie intraveineuse. Si cela s'avère inefficace, l'utilisation des forceps, ou une césarienne peut se révéler indispensable. 
La dystocie cervicale est de plus en plus fréquente aujourd'hui dans les salles de naissance où l'on impose aux femmes sous péridurale une position lithotomique (à plat dos) contraire à la physiologie de la parturition. Plusieurs études montrent qu'il serait préférable de favoriser la liberté de position et de déambulation, un protocole adopté en Suède avec d'excellents résultats périnataux. De plus, contrainte à la passivité dans un climat anxiogène (lumière intense, absence d'intimité, etc.), la parturiente ne produit plus assez d'ocytocine naturelle ce qui a pour effet de nécessiter une assistance médicale plutôt que de pouvoir solliciter ses propres ressources.